# ياسين أكوشي
ياسين أكوشي مواليد 28 يوليو 1984 في أقبو، هو لاعب كرة قدم جزائري يلعب مع أهلي برج بوعريريج كمهاجم.

## المسيرة الاحترافية

### أندية لعب لها
- شبيبة القبائل
- مولودية سعيدة
- أهلي برج بوعريريج

## روابط خارجية
- ياسين أكوشي على موقع قاعدة بيانات كرة القدم.إي يو (الإنجليزية)